# Aldo Righi
Aldo Righi (* 29. Juli 1947 in Riva del Garda) ist ein ehemaliger italienischer Leichtathlet. Er war Europameisterschaftsdritter 1969 im Stabhochsprung.

## Sportliche Karriere
Der 1,72 Meter große Aldo Righi stand meist im Schatten des nahezu gleich alten Renato Dionisi, der von 1964 bis 1971 acht italienische Meistertitel in Folge gewann. Seinen einzigen italienischen Meistertitel gewann Righi 1970 in der Halle.
Bei den Europameisterschaften 1969 in Athen gelang Dionisi in der Qualifikation wegen Achillessehnenproblemen kein gültiger Versuch, während Aldo Righi und Gianfranco Mariano die Qualifikationshöhe von 4,80 übersprangen. Nachdem Mariani im Finale mit 4,70 ausschied, kam Righi als einziger Italiener über 5,10 Meter. Höher sprangen an diesem Tag nur Wolfgang Nordwig aus der DDR und der Schwede Kjell Isaksson, während der mitfavorisierte Grieche Christos Papanikolaou mit 5,00 Meter nur Vierter wurde. Zwei Jahre später bei den Europameisterschaften 1971 in Helsinki gewann Nordwig vor Isaksson und Dionisi. Righi scheiterte bereits in der Qualifikation mit 4,60 Meter. Insgesamt trat Righi zwischen 1966 und 1971 bei 14 Wettkämpfen im Nationaltrikot an.